# وسام الاستقلال (أذربيجان)
وسام «الاستقلال» (بالأذرية: İstiqlal" ordeni") - هو وسام دولة لجمهورية أذربيجان. كان أعلى جائزة دولة لأذربيجان بين 1992-2005.

## تاريخه وحالته
تأسس وسام «الاستقلال» بموجب قرار 307 جمهورية أذربيجان رقم 370 الصادر في 10 نوفمبر 1992. عندما تم تأسيسها، كانت الوسام أعلى وسام لجمهورية أذربيجان. 

تمت الموافقة على وحالت الأمر بموجب قانون جمهورية أذربيجان رقم 759 المؤرخ 6 ديسمبر 1993 وفقًا للقانون، وينص القانون على ما يلي:
- على خدماته الاستثنائي في حركة التحرير الوطني:
- على خدماته المتميزة أمام الشعب والدولة أذربيجان:
- على خدماته في بناء الأمة لجمهورية أذربيجان: